# Buford Ellington
Earl Buford Ellington (27 de junho de 1907 - 3 de abril de 1972) foi um político americano, o 42º Governador do Tennessee, com mandato de 1959 até 1963 e, novamente, de 1967 a 1971. Junto com seu aliado político, Frank G. Clement, ele ajudou manter um grupo político que controlou o governo estadual por 18 anos, de 1953 a 1971. Ellington também foi um defensor do Presidente Lyndon B. Johnson e trabalhou como diretor do gabinete de planejamento emergêncial durante a administração de Johnson em 1965.

## Início de vida e carreira
Ellington nasceu no estado americano do Mississippi, no Condado de Holmes, filho de Abner e Cora (Grantham) Ellington. Ele estudava religião no Millsaps College em Jackson, Mississippi, quando precisou desistir devido a dificuldades financeiras. Ele editou um jornal em Durant, Mississippi, por um breve período. Em 1929 ele casou com Catherine Ann Cheek e mudou-se para o Condado de Marshall, Tennessee onde sua esposa havia nascido, para abrir uma loja na Comunidade Verona. Ele trabalhou como um vendedor para American Harvester na década de 1930 e foi um supervisor de vendas da Tennessee Farm Bureau Insurance no início da década de 1940.
Em 1944, Ellington trabalhou na campanha do candidato para governador, Jim Nance McCord. Dois anos mais tarde, ele foi assessor de campanha no Condado de Marshall para o congressista Joe L. Evins. Em 1948, Ellington foi eleito pela sede do Condado de Marshall para a Câmara dos Representantes do Tennessee.
Em 1952 Ellington assessorou a bem sucedida campanha de Frank G. Clement, que derrotou o titular no governo Gordon Browning, nas primárias democratas para governador e após venceu nas eleições gerais. A campanha de Clement teve o apoio do chefe político de Memphis E. H. Crump, que buscava recuperar a influência antes possuída até a vitória de Browning sobre o seu candidato, McCord, quatro anos antes. Clement nomeou Ellington Comissário da agricultura, uma posição em que permaneceria até o final da década de 1950.

## Governador do Tennessee
Em 1953, foi alterada a constituição do estado do Tennessee, aumentando o mandato de governador de dois para quatro anos. As novas emendas também impediram aos governadores mandatos consecutivos, embora uma exceção temporária foi feita para Clement, permitindo-lhe executar com êxito um novo mandato de quatro anos completos em 1954 após seu mandato inicial de dois anos.
Em 1958 como Clement chegou ao limite do mandato, Ellington procurou a nomeação do Partido Democrata para governador. Seus adversários foram o prefeito de Memphis Edmund Orgill, o advogado de Nashville Clifford Allen, e o juiz Andrew "Tip" Taylor. Após a morte de Crump em 1954, a Aliança Clement-Ellington tornou-se a principal influência política do estado. Ellington venceu a nomeação com 213.415 votos sobre os 204.629 de Taylor, 204.382 de Orgill e 56.854 de Allen. Ele venceu a eleição geral por uma boa margem de votos sobre vários adversários, entre eles o ex-governador McCord, que concorreu como independente (sem partido).
Durante seu primeiro mandato, Ellington continuou com muitas políticas de Clement. Ele foi auxiliado por um crescimento econômico e foi capaz de aumentar o número de professores e administradores para escolas sem aumentar os impostos. Durante seu apoio a segregação racial, ele ordenou o estado a cumprir uma decisão da Suprema Corte dos Estados Unidos no caso Brown versus Board of Education, ordenando a desagregação do sistema escolar público. Em 1961 vários estudantes da Universidade do Estado do Tennessee, que haviam participado de passeatas da liberdade foram expulsos, depois Ellington ordenou uma investigação sobre suas atividades. Em resposta, dezenas de manifestantes fizeram piquetes em frente ao Capitólio e exigiram uma reunião com Ellington, mas ele se recusou.
Na Convenção Nacional Democrata de 1960, divergências começaram aparecer nas relações entre Clement e Ellington. O primeiro aprovava John F. Kennedy para Presidente, e este último aprovava Lyndon B. Johnson. Após seu primeiro mandato como governador, Ellington trabalhou como vice-presidente da Louisville and Nashville Railroad.
Em 1965, o Presidente Johnson nomeou Ellington diretor do gabinete de planejamento emergencial, mais tarde integrado com a agência Federal de Gestão de Emergências. Durante as Selma to Montgomery marches, que teve lugar no auge das lutas e movimentos dos direitos civis em março desse ano, Ellington desempenhou um papel fundamental no estabelecimento de contatos e conversações entre o Presidente Johnson e o governador George Wallace do Alabama. Em setembro, Ellington ajudou a organizar os esforços da ajuda federal após furacão Betsy.
Ellington buscou novamente a nomeação do Partido Democrata para governador em 1966. Seu adversário, John Jay Hooker, era um amigo do ex-governador Gordon Browning e era aprovado pelos tennesseanos de Nashville. Ellington tinha apoio do Presidente Johnson, Clement e do Nashville Banner, então derrotou Hooker para a nomeação com 413.950 votos sobre 360.105. No entanto a divisão entre Clement e Ellington continuou a crescer, como Ellington se recusara a apoiar Clement para as primárias ao senado contra Ross Bass, então Clement tentou usar o excedente do orçamento do estado para garantir que a gestão de Ellington não herdasse isso.
No início de seu segundo mandato, Ellington havia mudado sua posição na segregação e apoiou abertamente um fim para a prática racista de longa data. Em 1967 nomeou Oséias T. Lockard para seu gabinete como assistente administrativo, fazendo de Lockard o primeiro membro afrodescendente do gabinete de governo no estado. Em abril de 1968, Martin Luther King, Jr., foi assassinado em Memphis, onde foi assistir uma greve de trabalhadores do saneamento. Ellington rapidamente mobilizou a guarda nacional para evitar tumultos na cidade.
Em setembro de 1967, Ellington assinou 
a revogação da Lei Butler, uma lei de 1925 que havia proibido o ensino da teoria da evolução nas escolas públicas do estado.

## Últimos anos e morte
Ellington não buscou novamente o cargo de governador após o fim de seu mandato. Na campanha para governador de 1970, ele recusou apoiar o candidato democrata, John Jay Hooker e silenciosamente apoiou o vitorioso candidato republicano, Winfield Dunn. O secretário de imprensa de Ellington, Hudley Crockett, foi derrotado pelo titular do cargo Al Gore, Sr., na primária do Senado dos Estados Unidos de 1970.
Ellington morreu jogando golfe em Boca Raton, Flórida, em 3 de abril de 1972. O ex-Presidente Lyndon B. Johnson e o antigo vice-presidente Spiro Agnew estavam entre os presentes no seu funeral, o presidente Richard Nixon emitiu uma nota de condolências.

## Família e legado
Ellington casou-se com Catherine Ann Cheek em 1929. Eles tiveram dois filhos: John, um piloto e perito em aviação e Ann, uma artista.
O centro agrícola de Ellington, a sede do departamento de agricultura do Tennessee, levam seu nome em sua homenagem. Outras entidades que levam o nome de Ellington incluem um campo de golfe no Parque de Estado Henry Horton e prédios nos campus da Universidade Tecnológica de Tennessee, da Universidade de Memphis e da Universidade do Tennessee em Martin.

## Fonte da tradução
- Este artigo foi inicialmente traduzido, total ou parcialmente, do artigo da Wikipédia em inglês cujo título é «Buford Ellington».